# Adoración de los pastores (Santo Domingo el Antiguo)
La Adoración de los pastores, es un lienzo realizado por el Greco para el retablo del lado del evangelio de la iglesia del Monasterio de Santo Domingo el Antiguo.

## Introducción
En una memoria escrita en la primavera de 1577, el Greco se comprometió con Diego de Castilla a realizar —para la iglesia del convento de Santo Domingo el Antiguo— seis obras de pintura y modelos para las esculturas de un gran retablo central, así como dos pinturas más para sendos retablos laterales menores. La temática de los dos retablos laterales sería el inicio y el final del ciclo iconográfico de Jesús de Nazaret. Según esto, el retablo del lado del evangelio mostraría la Natividad, donde también debía estar representado San Jerónimo. En realidad, esta pintura no representa una Natividad stricto sensu porqué, además de la Sagrada Familia, están representadas otras figuras de gran tamaño, que la convierten en una Adoración de los pastores.

## Análisis de la obra

### Datos técnicos y registrales
- Fundación Botín (Santander);[3]
- Dimensiones: 210 x 128 cm;
- Datación: Documentado en 15778-1579;
- Consta con el n º. 7 en el catálogo razonado de Harold Wethey.

### Comentario sobre la obra
Según Wethey, el Greco realizó cinco tipologías sobre el tema de la Adoración de los Pastores. Este lienzo corresponde al tipo-II, el primero de los cuatro realizados en España. Tanto formal como intelectualmente, esta tipología es la más italianizante, equilibrada, y con una realización más minuciosa. Ello es lógico, habida cuenta de que este lienzo fue pintado poco después de la llegada del Greco a España.
En su época italiana, el Greco siguió el esquema del Tríptico de Módena, donde el escenario juega un papel relevante, con figuras pequeñas, y detalles anecdóticos que le dan un aire naturalista. En el presente lienzo, el escenario desaparece casi por completo, reemplazado por una cueva, de la que solamente se percibe la entrada y la pared del fondo. El Greco ha abandonado la visión naturalista, resaltando la dimensión espiritual de la escena.
El Niño Jesús preside la composición, irradiando un halo luminoso. A su alrededor están san José, la Virgen María, los pastores, otros personajes, la mula y el buey. En la parte inferior derecha, san Jerónimo mira al espectador, y lleva una vela y la Biblia en sus manos. En la parte superior, unos ángeles despliegan una filacteria, con la inscripción, en letras griegas, de una frase del Evangelio de Lucas: Lc 2,14. Cossío señala la presencia de dos gallardos mancebos, de pie en el umbral de la puerta, contrastando con la penumbra, que se miran graves y silenciosos. La presencia de san Jerónimo tiene sentido porqué este santo vivió durante un tiempo en la cueva de Belén, y porqué Diego de Castilla se había educado en un monasterio de la orden de san Jerónimo.
Esta obra denota la influencia de la escuela veneciana, de Tiziano y Tintoretto, y la impronta de Correggio, Parmigianino y Miguel Ángel. Gudiol señala la importancia de los gestos de los personajes que —además de expresar sus sentimientos— marcan los ejes rítmicos de la composición. Es importante el realismo en la representación de los pastores, y la mayor idealización de las dos figuras del fondo a la derecha, que resaltan contra el cielo nocturno bajo la luna.

### Situación original dentro del conjunto
- Retablo lateral, del lado del evangelio.